# Società Sportiva Ruco Line Lazio Calcio Femminile 1999-2000
Questa voce raccoglie le informazioni riguardanti la Società Sportiva Ruco Line Lazio Calcio Femminile nelle competizioni ufficiali della stagione 1999-2000.

## Organigramma societario
Area amministrativa
- Presidente: Renato Vettoretto

Area tecnica
- Allenatore: Giampaolo Lissandro (dalla 1ª alla ?ª giornata)
- Allenatore: Francesco Cinquepalmi (dalla ?ª alla ?ª giornata)
- Allenatore: Alessandra Nappi (dalla ?ª alla 30ª giornata)

## Rosa
Rosa aggiornata alla fine della stagione.
| N. |                   | Ruolo | Calciatrice        |
| -- | ----------------- | ----- | ------------------ |
|    | Italia (bandiera) | P     | Francesca Armeni   |
|    | Italia (bandiera) |       | Vanessa Bossio     |
|    | Italia (bandiera) | C     | Ilaria Brachetti   |
|    | Italia (bandiera) | D     | Floriana Brancati  |
|    | Italia (bandiera) | D     | Monica Caprini     |
|    | Italia (bandiera) | C     | Daniela Colasante  |
|    | Italia (bandiera) | A     | Erika Croce        |
|    | Italia (bandiera) | C     | Cristina D'Angeli  |
|    | Italia (bandiera) | D     | Daniela Di Bari    |
|    | Italia (bandiera) | P     | Simona Di Renzo    |
|    | Italia (bandiera) | D     | Adele Frollani     |
|    | Italia (bandiera) | A     | Cinzia Giampiccolo |
|    | Italia (bandiera) | C     | Valentina Lanzieri |
|    | Italia (bandiera) | C     | Manuela Lattanzi   |

| N. |                     | Ruolo | Calciatrice        |
| -- | ------------------- | ----- | ------------------ |
|    | Italia (bandiera)   | D     | Chiara Marchitelli |
|    | Italia (bandiera)   | A     | Vania Massimi      |
|    | Giappone (bandiera) | C     | Tsuru Morimoto     |
|    | Italia (bandiera)   | P     | Alessandra Nappi   |
|    | Italia (bandiera)   | A     | Patrizia Panico    |
|    | Italia (bandiera)   | D     | Rau                |
|    | Italia (bandiera)   | C     | Vanessa Rossetti   |
|    | Italia (bandiera)   | C     | Sangiorgi          |
|    | Italia (bandiera)   | D     | Maria Sorvillo     |
|    | Italia (bandiera)   | C     | Sandra Sussa       |
|    | Italia (bandiera)   | D     | Carmen Viscusi     |
|    | Italia (bandiera)   | D     | Eleonora Volpi     |
|    | Italia (bandiera)   | C     | Tatiana Zorri      |

## Calciomercato

### Sessione estiva
| Acquisti | Acquisti       | Acquisti | Acquisti |
| R.       | Nome           | da       | Modalità |
| -------- | -------------- | -------- | -------- |
| C        | Tsuru Morimoto |          |          |

| Cessioni | Cessioni | Cessioni | Cessioni |
| R.       | Nome     | a        | Modalità |
| -------- | -------- | -------- | -------- |
|          |          |          |          |

## Risultati

### Serie A

#### Girone di andata
| 2 ottobre 1999, ore 16:00 CEST 1ª giornata | Ruco Line Lazio | 10 – 1 | Gravina |  |

| Arbitro: | Curti (Perugia) |

|                                          |           |                        |
| Guarino 26’, 56’ (rig.) Masia 51’, 90+4’ | Marcatori | 3’ Lattanzi 40’ Panico |

| Roma 18 dicembre 1999, ore 14:30 CET 12ª giornata                     | Ruco Line Lazio | 2 – 1 referto | Agliana |  |
| \| \| \| \| \| Frollani 47’ Panico 90’ \| Marcatori \| 65’ Fiorini \| |                 |               |         |  |
|                                                                       |                 |               |         |  |
| Frollani 47’ Panico 90’                                               | Marcatori       | 65’ Fiorini   |         |  |

#### Girone di ritorno
| Roma 26 febbraio 2000, ore 14:30 CET 20ª giornata                                        | Ruco Line Lazio | 0 – 5 referto                                          | Torres Fo.S. |  |
| \| \| \| \| \| \| Marcatori \| 5’ Guarino 45’ Carboni 65’ Parejo 70’ Conti 84’ Deiana \| |                 |                                                        |              |  |
|                                                                                          |                 |                                                        |              |  |
|                                                                                          | Marcatori       | 5’ Guarino 45’ Carboni 65’ Parejo 70’ Conti 84’ Deiana |              |  |

### Coppa Italia
| ? settembre 1999, ore 16:00 CEST 1º turno, gruppo 17 - 2º giornata | Tirrenia Formia | 0 – 16 | Ruco Line Lazio |  |

| 27 settembre 1999, ore 16:00 CEST 1º turno, gruppo 17 - 3º giornata | Ruco Line Lazio | 8 – 0 | Roma CF |  |

| ? dicembre 1999, ore 14:30 CET 2º turno, gruppo 6 - 1º giornata | Grifo Perugia | 1 – 4 | Ruco Line Lazio |  |

| ? dicembre 1999, ore 14:30 CET 2º turno, gruppo 6 - 3º giornata | Ruco Line Lazio | 2 – 4 | Agliana |  |

### Supercoppa italiana
| Arbitro: | Cristina Gozzi (Terni) |

|                        |           |            |
| Ceroni 76’ Illiano 87’ | Marcatori | 65’ Panico |

## Statistiche

### Statistiche di squadra
| Competizione        | Punti | In casa | In casa | In casa | In casa | In casa | In casa | In trasferta | In trasferta | In trasferta | In trasferta | In trasferta | In trasferta | Totale | Totale | Totale | Totale | Totale | Totale | DR  |
| Competizione        | Punti | G       | V       | N       | P       | Gf      | Gs      | G            | V            | N            | P            | Gf           | Gs           | G      | V      | N      | P      | Gf     | Gs     | DR  |
| ------------------- | ----- | ------- | ------- | ------- | ------- | ------- | ------- | ------------ | ------------ | ------------ | ------------ | ------------ | ------------ | ------ | ------ | ------ | ------ | ------ | ------ | --- |
| Serie A             | 48    | 15      | -       | -       | -       | -       | -       | 15           | -            | -            | -            | -            | -            | 30     | 14     | 6      | 10     | 72     | 44     | +28 |
| Coppa Italia        | -     | 2       | 1       | 0       | 1       | 10      | 4       | 2            | 2            | 0            | 0            | 20           | 1            | 4      | 3      | 0      | 1      | 30     | 5      | +25 |
| Supercoppa italiana | -     | -       | -       | -       | -       | -       | -       | -            | -            | -            | -            | -            | -            | 1      | 0      | 0      | 1      | 1      | 2      | -1  |
| Totale              | -     | -       | -       | -       | -       | -       | -       | -            | -            | -            | -            | -            | -            | 35     | 17     | 6      | 12     | 103    | 51     | +52 |

### Andamento in campionato
| Giornata  | 1 | 2 | 3 | 4 | 5 | 6 | 7 | 8 | 9 | 10 | 11 | 12 | 13 | 14 | 15 | 16 | 17 | 18 | 19 | 20 | 21 | 22 | 23 | 24 | 25 | 26 | 27 | 28 | 29 | 30 |
| --------- | - | - | - | - | - | - | - | - | - | -- | -- | -- | -- | -- | -- | -- | -- | -- | -- | -- | -- | -- | -- | -- | -- | -- | -- | -- | -- | -- |
| Luogo     | C | T | C | T | T | C | T | C | T | C  | T  | C  | T  | C  | T  | T  | C  | T  | C  | C  | T  | C  | T  | C  | T  | C  | T  | C  | T  | C  |
| Risultato |   |   |   |   | P |   |   |   |   |    |    | V  |    |    |    |    |    |    |    | P  |    |    |    |    |    |    |    |    |    |    |
| Posizione |   |   |   |   |   |   |   |   |   |    |    |    |    |    |    |    |    |    |    |    |    |    |    |    |    |    |    |    |    | 7  |

Legenda:

Luogo: C = Casa; T = Trasferta. Risultato: V = Vittoria; N = Pareggio; P = Sconfitta.

### Statistiche delle giocatrici
| Giocatore      | Serie A  | Serie A | Serie A     | Serie A    | Coppa Italia | Coppa Italia | Coppa Italia | Coppa Italia | Supercoppa italiana | Supercoppa italiana | Supercoppa italiana | Supercoppa italiana | Totale   | Totale | Totale      | Totale     |
| Giocatore      | Presenze | Reti    | Ammonizioni | Espulsioni | Presenze     | Reti         | Ammonizioni  | Espulsioni   | Presenze            | Reti                | Ammonizioni         | Espulsioni          | Presenze | Reti   | Ammonizioni | Espulsioni |
| -------------- | -------- | ------- | ----------- | ---------- | ------------ | ------------ | ------------ | ------------ | ------------------- | ------------------- | ------------------- | ------------------- | -------- | ------ | ----------- | ---------- |
| F. Armeni      | 12       | -?      | ?           | ?          | ?            | ?            | ?            | ?            | ?                   | ?                   | ?                   | ?                   | 12+      | 0+     | ?           | ?          |
| V. Bossio      | ?        | ?       | ?           | ?          | ?            | ?            | ?            | ?            | ?                   | ?                   | ?                   | ?                   | ?        | ?      | ?           | ?          |
| I. Brachetti   | 15       | 0       | ?           | ?          | ?            | ?            | ?            | ?            | ?                   | ?                   | ?                   | ?                   | 15+      | 0+     | ?           | ?          |
| F. Brancati    | ?        | ?       | ?           | ?          | ?            | ?            | ?            | ?            | ?                   | ?                   | ?                   | ?                   | ?        | ?      | ?           | ?          |
| M. Caprini     | 27       | 0       | ?           | ?          | ?            | ?            | ?            | ?            | ?                   | ?                   | ?                   | ?                   | 27+      | 0+     | ?           | ?          |
| D. Colasante   | 13       | 2       | ?           | ?          | ?            | ?            | ?            | ?            | ?                   | ?                   | ?                   | ?                   | 13+      | 2+     | ?           | ?          |
| E. Croce       | 8        | 2       | ?           | ?          | ?            | ?            | ?            | ?            | ?                   | ?                   | ?                   | ?                   | 8+       | 2+     | ?           | ?          |
| C. D'Angeli    | ?        | ?       | ?           | ?          | ?            | ?            | ?            | ?            | ?                   | ?                   | ?                   | ?                   | ?        | ?      | ?           | ?          |
| D. Di Bari     | 25       | 1       | ?           | ?          | ?            | ?            | ?            | ?            | ?                   | ?                   | ?                   | ?                   | 25+      | 1+     | ?           | ?          |
| S. Di Renzo    | 14       | 1       | ?           | ?          | ?            | ?            | ?            | ?            | ?                   | ?                   | ?                   | ?                   | 14+      | 1+     | ?           | ?          |
| A. Frollani    | 28       | 8       | ?           | ?          | ?            | ?            | ?            | ?            | ?                   | ?                   | ?                   | ?                   | 28+      | 8+     | ?           | ?          |
| C. Giampiccolo | 12       | 1       | ?           | ?          | ?            | ?            | ?            | ?            | ?                   | ?                   | ?                   | ?                   | 12+      | 1+     | ?           | ?          |
| V. Lanzieri    | 29       | 0       | ?           | ?          | ?            | ?            | ?            | ?            | ?                   | ?                   | ?                   | ?                   | 29+      | 0+     | ?           | ?          |
| M. Lattanzi    | 11       | 4       | ?           | ?          | ?            | ?            | ?            | ?            | ?                   | ?                   | ?                   | ?                   | 11+      | 4+     | ?           | ?          |
| C. Marchitelli | 3        | -?      | ?           | ?          | ?            | ?            | ?            | ?            | ?                   | ?                   | ?                   | ?                   | 3+       | 0+     | ?           | ?          |
| V. Massimi     | 28       | 1       | ?           | ?          | ?            | ?            | ?            | ?            | ?                   | ?                   | ?                   | ?                   | 28+      | 1+     | ?           | ?          |
| T. Morimoto    | ?        | ?       | ?           | ?          | ?            | ?            | ?            | ?            | ?                   | ?                   | ?                   | ?                   | ?        | ?      | ?           | ?          |
| A. Nappi       | ?        | -?      | ?           | ?          | ?            | ?            | ?            | ?            | ?                   | ?                   | ?                   | ?                   | ?        | 0+     | ?           | ?          |
| P. Panico      | 29       | 41      | ?           | ?          | ?            | ?            | ?            | ?            | 1                   | 1                   | ?                   | ?                   | 30+      | 42+    | ?           | ?          |
| ?. Rau         | -        | -       | -           | -          | ?            | ?            | ?            | ?            | ?                   | ?                   | ?                   | ?                   | 0+       | 0+     | 0+          | 0+         |
| V. Rossetti    | 7        | 0       | ?           | ?          | ?            | ?            | ?            | ?            | ?                   | ?                   | ?                   | ?                   | 7+       | 0+     | ?           | ?          |
| ?. Sangiorgi   | -        | -       | -           | -          | ?            | ?            | ?            | ?            | ?                   | ?                   | ?                   | ?                   | 0+       | 0+     | 0+          | 0+         |
| M. Sorvillo    | 27       | 0       | ?           | ?          | ?            | ?            | ?            | ?            | ?                   | ?                   | ?                   | ?                   | 27+      | 0+     | ?           | ?          |
| S. Sussa       | ?        | ?       | ?           | ?          | ?            | ?            | ?            | ?            | ?                   | ?                   | ?                   | ?                   | ?        | ?      | ?           | ?          |
| C. Viscusi     | 1        | 0       | ?           | ?          | ?            | ?            | ?            | ?            | ?                   | ?                   | ?                   | ?                   | 1+       | 0+     | ?           | ?          |
| E. Volpi       | ?        | ?       | ?           | ?          | ?            | ?            | ?            | ?            | ?                   | ?                   | ?                   | ?                   | ?        | ?      | ?           | ?          |
| T. Zorri       | 27       | 11      | ?           | ?          | ?            | ?            | ?            | ?            | ?                   | ?                   | ?                   | ?                   | 27+      | 11+    | ?           | ?          |